# Marc Bouillon
Marc Bouillon (Soignies, 15 de juny de 1968) va ser un ciclista belga que fou professional entre 1991 i 1998. En el seu palmarès destaca la victòria al Gran Premi Cholet-País del Loira de 1993.

## Palmarès
- 1990
  - Vencedor d'una etapa a la Volta a Bèlgica amateur
- 1992
  - 1r al Gran Premi d'Affligem
- 1993
  - 1r al Gran Premi Cholet-País del Loira
- 1994
  - Vencedor d'una etapa del Circuit Franco-Belga
  - Vencedor de 2 etapes del Tour de Namur
- 1996
  - 1r a la Ruta Adélie de Vitré

### Resultats a la Volta a Espanya
- 1992. 107è de la classificació general
- 1993. Abandona